# Portland Ice Arena
A Portland Ice Arena (más néven Portland Ice Hippodrome vagy Portland Hippodrome) kétezer fő befogadóképességű többcélú sportlétesítmény volt az Amerikai Egyesült Államok Oregon államának Portland városában. Az 1914-ben épült létesítményt tűzveszélyessége miatt 1953-ban zárták be.

## Története
A csarnok építését 1913 októberében jelentették be és 1914-ben adták át. A tervek szerint nyaranta autókereskedőknek adták volna ki. A Morning Oregonian 1913. november 2-ai cikke a megnyitás dátumaként decembert jelölte meg, de egy 1914. január 18-ai cikk szerint az átadót februárra vagy márciusra halasztották.
Egy 1914. szeptember 27-ei cikk az átadás dátumaként decembert jelölte meg, és ötezer fős befogadóképességével a világ legnagyobb jégcsarnoka lett volna. A 2500 négyzetméteres felület 1914. november 9-ei átadóján kétezren vettek részt. Építésze Arthur J. Maclure, kivitelezője Victor J. Carlson volt.
1953-ban a Portlandi Egyetem tulajdonába került, amely kosárlabdacsarnokká alakította volna át; néhány évnyi tervezést követően megkezdték a lelátó elbontását, majd 1956-ban a tűzoltóparancsnok kötelezte az egyetemet az elektromos vezetékek cseréjére.
1958-ban 125 ezer dollárért megvásárolta a Robert Coates and Associates, amely a helyére egy bevásárlóközpontot tervezett, de az soha nem készült el. A bontás 1963 szeptemberében kezdődött, a területen végül lakásokat alakítottak ki.

## Fordítás
- Ez a szócikk részben vagy egészben  a   Portland Ice Arena (Oregon) című angol Wikipédia-szócikk ezen változatának fordításán alapul.  Az eredeti cikk szerkesztőit annak laptörténete sorolja fel. Ez a jelzés csupán a megfogalmazás eredetét és a szerzői jogokat jelzi, nem szolgál a cikkben szereplő információk forrásmegjelöléseként.